# Émile de Nieuwerkerke

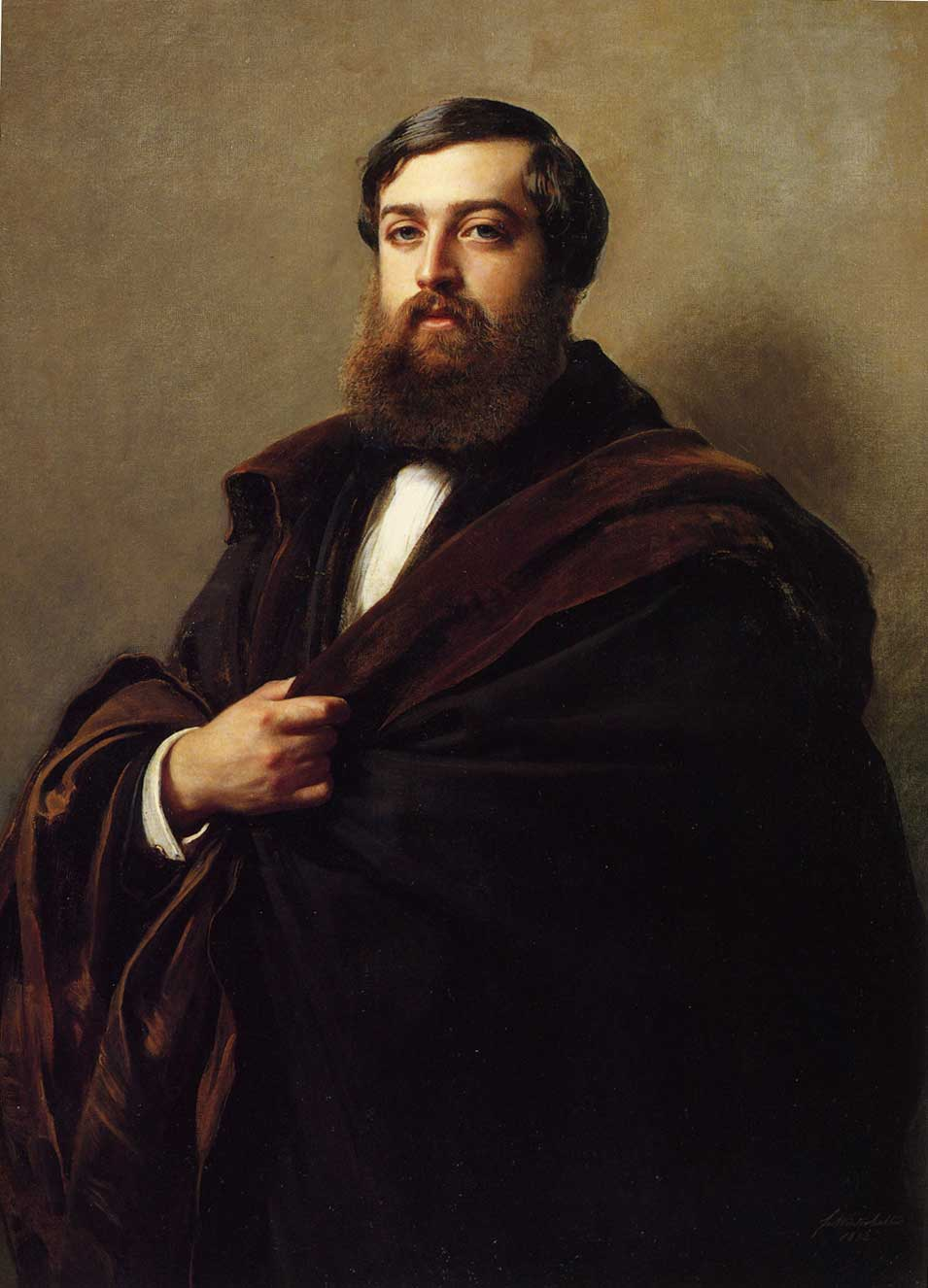
Émile de Nieuwerkerke, geschilderd door Franz Xaver Winterhalter.

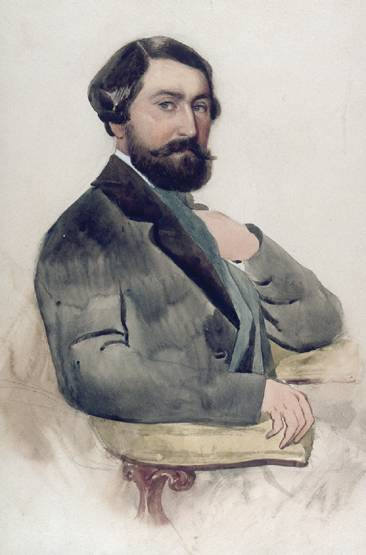
Émile de Nieuwerkerke, geschilderd door Mathilde Bonaparte (1856/7)

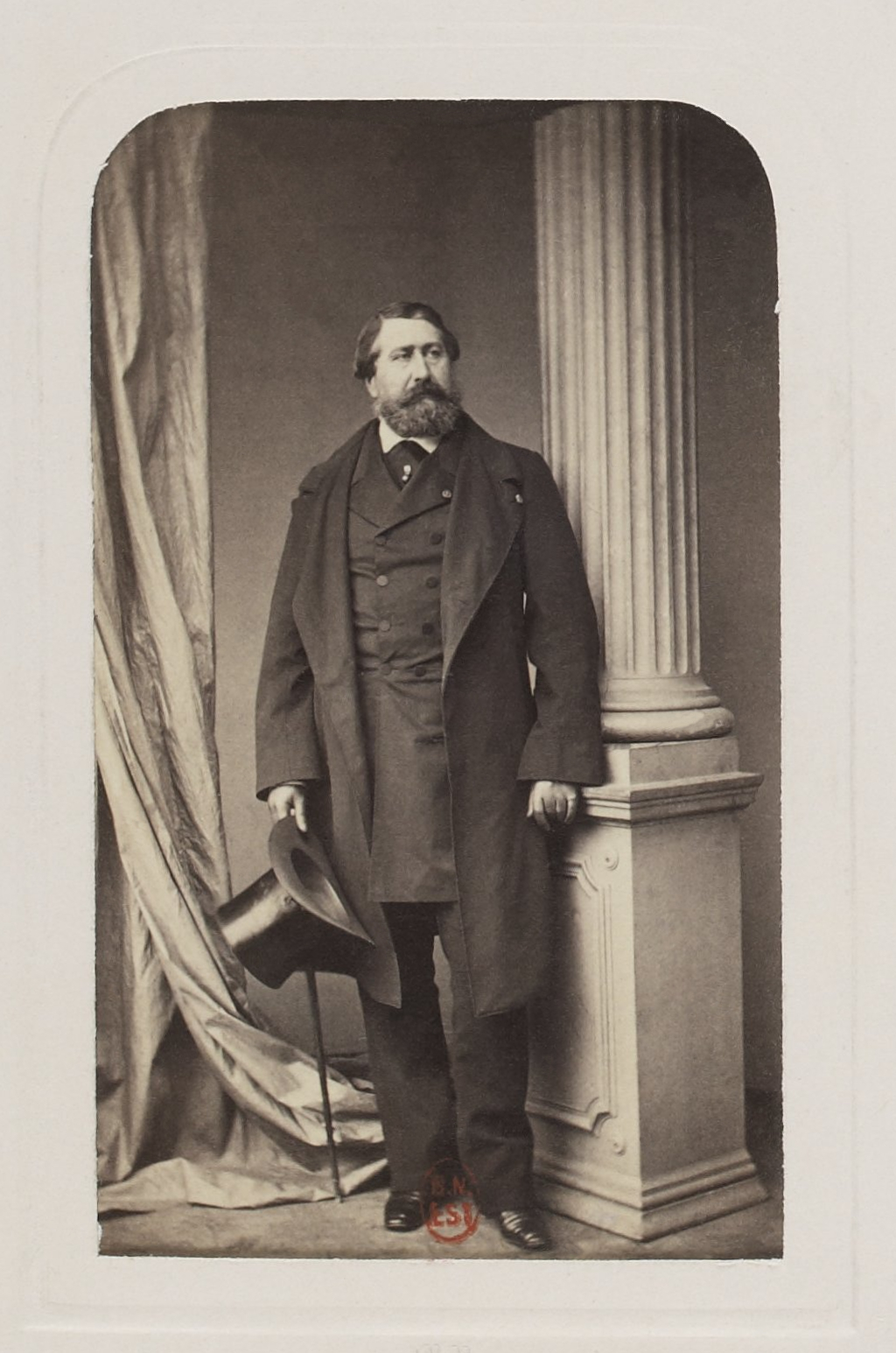
Carte de visite van Emile de Nieuwerkerke, door Disdéri, ca.1865

Émile de Nieuwerkerke, eigenlijk: Alfred Émilien O'Hara, graaf van Nieuwerkerke (Parijs, 16 april 1811 – Lucca-Gattaiola, 16 januari 1892) was een Franse schilder en beeldhouwer.

## Leven en werk
Nieuwerkerke was een zoon van de in Lyon geboren Charles de Nieuwerkerke (1785-1864), een van oorsprong Nederlandse aanhanger van Lodewijk XVIII, en de uit Soissons afkomstige Luise-Albertine de Vassan (?-1854). Hij was aanvankelijk een page van Karel X, die zijn broer Lodewijk XVIII in 1825 was opgevolgd. In 1829 begon Nieuwerkerke een opleiding aan de École royal de cavalerie in Saumur. Hij verliet de opleiding weer uit trouw aan de in 1830 afgezette Karel X.
In 1832 trouwde Nieuwerkerke met de dochter van graaf Auguste de Montessuy, Thécla. Door onverenigbaarheid van karakter scheidden zij niet lang daarna. In 1845 bezocht hij in Italië de kunstcollectie van Anatoli Demidov en kreeg een relatie met diens vrouw Mathilde Bonaparte, een nicht van Napoleon Bonaparte. Zij scheidde in 1847 van haar man. De relatie met Nieuwerkerke duurde tot 1869, Bonaparte hertrouwde het jaar daarop met de kunstenaar Popelin.
In 1834 maakte Nieuwerkerke een reis door Italië, waarbij hij diverse musea bezocht. Hij raakte gefascineerd door beelden in de collectie van Félicie de Fauveau en besloot beeldhouwlessen te volgen bij beeldhouwer Carlo Marochetti. Hij ging aan de slag als zelfstandig beeldhouwer, exposeerde onder meer in de Parijse salon en kreeg diverse opdrachten. Vanaf 1848 was hij directeur van een aantal staatsmusea (Louvre, Luxembourg, Versailles en Saint-Germain-en-Laye). Van 25 december 1849 tot 5 december 1870 was hij "directeur général des Musées nationaux" en hield hij kantoor in het Louvre. Hij werd lid van de Académie des Beaux-Arts in 1853 en was verantwoordelijk voor de hervorming van de École nationale supérieure des beaux-arts. Tot de val van het Tweede Franse Keizerrijk speelde hij een grote rol in de cultuurpolitiek van de Tweede Republiek en het Tweede Keizerrijk.
Na de nederlaag van Napoleon III en de afkondiging van de Derde Franse Republiek in september 1870 vluchtte Nieuwerkerke naar Engeland. Hij verkocht zijn privécollectie aan verzamelaar Richard Wallace, waardoor het nu onderdeel is van de Wallace Collection. Hij verhuisde in 1872 naar Italië, waar hij villa Burlamacchi kocht in Gattiaola bij Lucca. Hij overleed er in 1892.

## Werk in Nederland
In opdracht van koning Willem II maakte hij in 1845 een ruiterstandbeeld van diens voorvader Willem van Oranje, dat werd geplaatst bij Paleis Noordeinde in Den Haag. Hij werd door hem geridderd in de Orde van de Nederlandse Leeuw. Voor Den Haag maakte hij ook een beeld van René Descartes.

## Expositie Compiègne 2000/2001
Tijdens de expositie Émilien de Nieuwerkerke in 2000/2001 van het Musée national du château de Compiègne in Compiègne werden onder andere de volgende beeldhouwwerken tentoongesteld:
- 1838 Combat du duc de Clarence (Coll. Brits koninklijk huis)
- 1842 Buste d'homme
- 1843 Model Willem van Oranje (Coll. Staatl. Kunsthalle Karlsruhe)
- 1843 Henri II
- 1847 Portrait de Leroy d'Etiolles
- 1852 Buste du prince-président
- 1852 Buste de l'impératrice Eugénie
- 1852 La Princesse Mathilde (marmer)
- 1863 Buste Olga Cantacuzène
- 1876 Le Prince Lorenzo Altieri

## Overige werken (selectie)
- 1838 Isle of Wight : Le combat du duc de Clarence, koninklijke collectie in Osborne House
- 1845 Den Haag : Ruiterstandbeeld Willem van Oranje voor Paleis Noordeinde
- 1845 Den Haag : standbeeld René Descartes op het Newtonplein (1914 herplaatst)
- 1852 Lyon : ruiterstandbeeld Napoléon 1er à cheval (vernield 1870/71)
- 1854 La Roche-sur-Yon : Napoléon 1er à cheval, Place Napoléon
- 1860 Saint-Gratien (Val-d'Oise) : grafmonument maarschalk Nicolas de Catinat in de kerk van Saint-Gratien.[5]

## Galerij

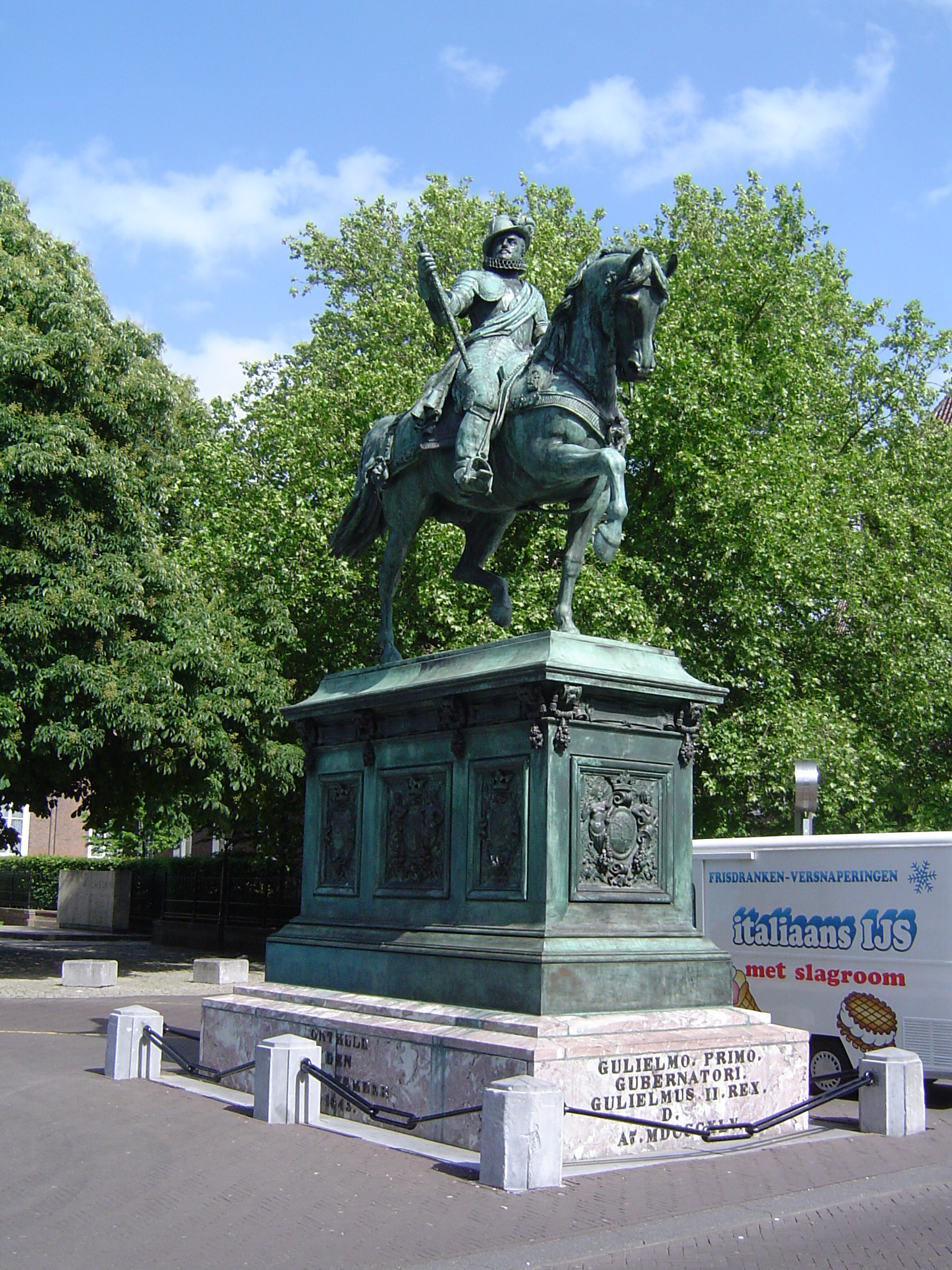
Ruiterstandbeeld Willem van Oranje
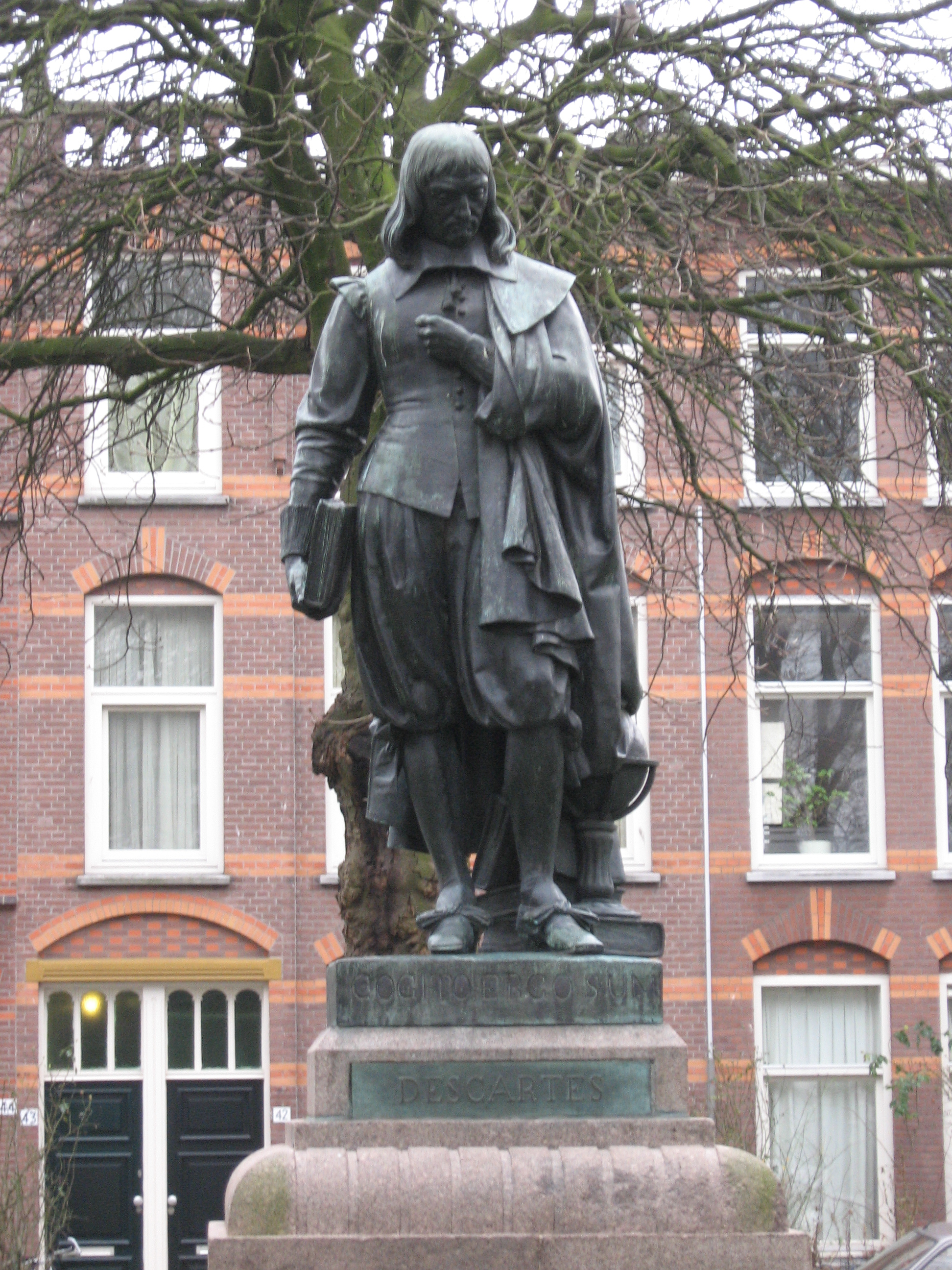
René Descartes
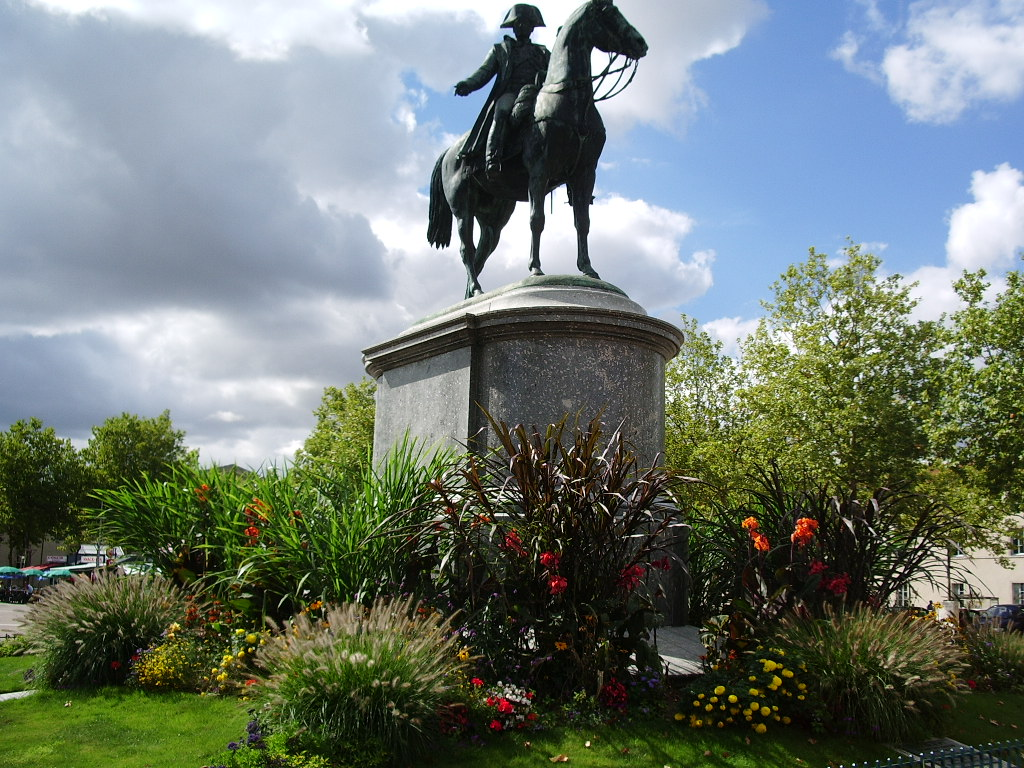
Ruiterstandbeeld Napoleon Bonaparte
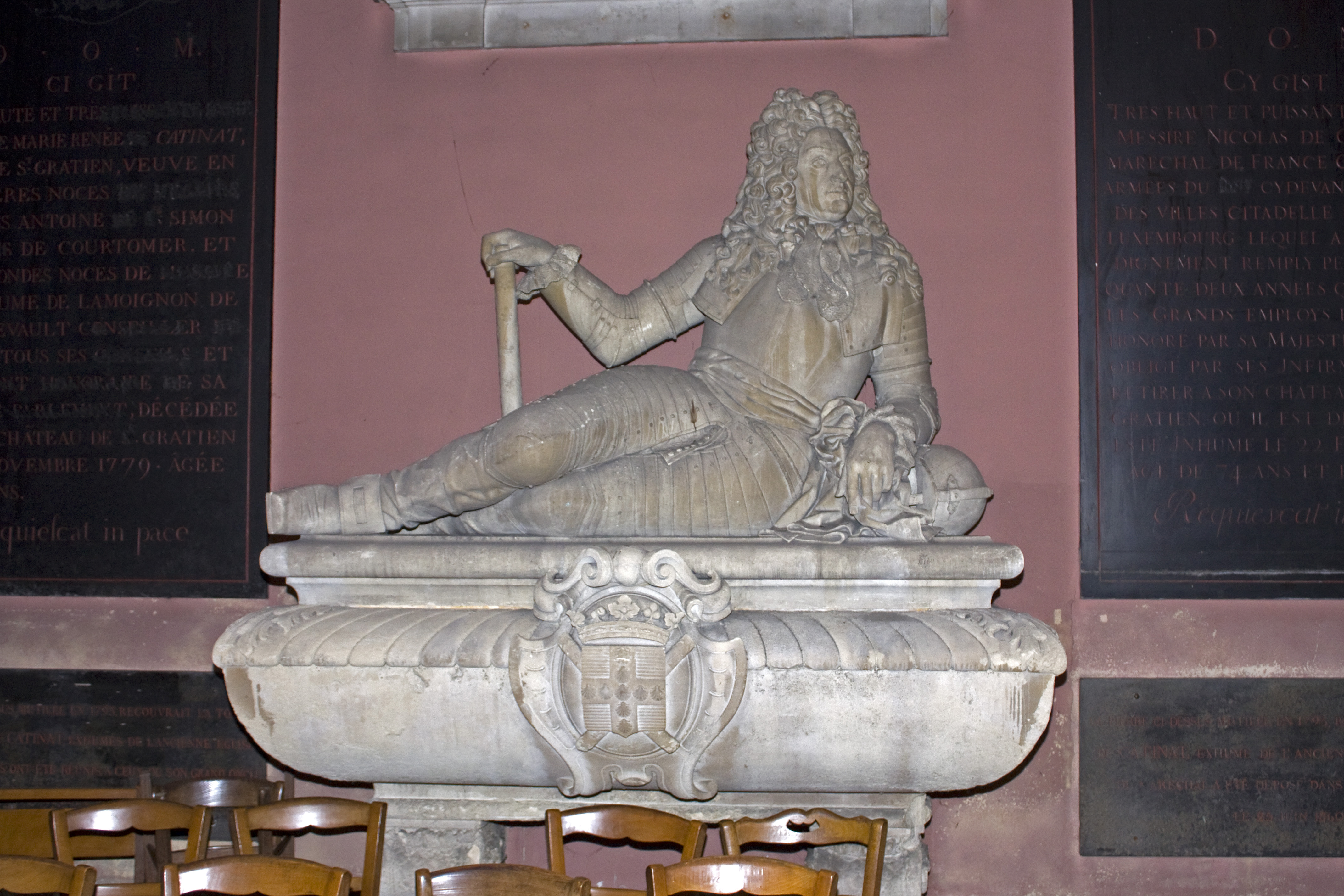
grafmonument Nicolas de Catinat